# Little Lumley
Little Lumley – civil parish w Anglii, w hrabstwie Durham. W 2011 civil parish liczyła 1771 mieszkańców.